# Директива 96/98/EC
Директива 96/98/EC, также известна как Директива Европарламента и Совета 96/98/ЕС «Морское оборудование» (англ. Council Directive 96/98/EC of 20 December 1996 on marine equipment) — нормативный акт, которым регулируется порядок принятия меры для обеспечения безопасности морского транспорта, а также сертифицирования оборудования. Документ был принят 20 декабря 1996 года в Брюсселе Европарламентом и Советом Европы и вступил в силу 17 февраля 1997 года. Директива утратила силу 17 сентября 2016 года в связи с принятием Директивы Европарламента и Совета 2014/90/ЕС от 23 июля 2014 года.

## История создания
Морские перевозки являются одним из самых востребованных видов транспортировки грузов и людей. Для регулирования отношений, которые возникают в связи с этой деятельностью, рядом государств и организаций разрабатываются международные конвенции (Международная конвенция 1996 года о грузовых линиях, Конвенция 1972 года о Международных правилах предупреждения столкновений на море и т. д.). Международная морская организация выступает разработчиком разного рода стандартов, предъявляемых к персоналу и оборудованию судов. В связи с тем, что существуют требования со стороны ИМО, Береговой охраны США и законодательством каждой отдельной страны, Европарламентом совместно с Советом Европы было принято решение об систематизации норм и правил, а также гармонизации внедрения стандартов ИМО. Результатом совместной работы стало принятие 20 декабря 1996 года Директивы 96/98/ЕС «Морское оборудование».

## Характеристика документа

### Структура
- Преамбула (Whereas, состоит из п[4].1-18);
- Ст. 1-22;
- Приложение А (Annex A);
- Приложение В (Annex B);
- Приложение С (Annex С);
- Приложение D (Annex D[5][6].

### Задачи
В задачи Директивы 96/98/ЕС «Морское оборудование» входит обеспечение мер по повышению безопасности на море и предотвращение загрязнения морской среды. Также обеспечение согласования правил безопасности на борту судов с флагом ЕС является первостепенной целью и достигнута путём единообразного применения международных документов, касающихся оборудования. Положения Директивы разрешают свободное распространение сертифицированного оборудования в пределах Евросоюза.